# SN 2007ts
SN 2007ts – supernowa typu Ia odkryta 5 listopada 2007 roku w galaktyce A010758+0027. Jej jasność pozostaje nieznana.